# Hallingdal

Hallingdal markerat på en karta över Buskerud fylke.

Hallingdal (eller Hallingdalen) är en dal och ett landskap i Buskerud fylke i södra Norge. 
Hallingdalen löper i de norra och nordöstra delarna av Buskerud fylke, från sjön Ustevatnet till sjön Krøderen, en sträcka på cirka 120 kilometer. I dalen rinner vattendraget Hallingdalselva. Landskapet Hallingdal omfattar kommunerna Hol, Ål, Hemsedal, Gol, Nesbyen och Flå. Den högsta punkten i de fjäll som omger dalen är högsta toppen av Hallingskarvet med 1 933 meter. En annan topp är Reineskarvet (1 791 m). En sidodal mot nordväst är Hemsedal.
Många turister kommer varje år till det natursköna området och dess centralorter Geilo, Ål, Gol och Nesbyen. Genom Hallingdalen löper Bergenbanan och norska riksväg 7. 
Nynorska är administrationsspråk i flera av kommunerna i Hallingdalen. Av speciella maträtter från området kan man lägga märke till rakørreten, lättsaltad, rå bäckforell.

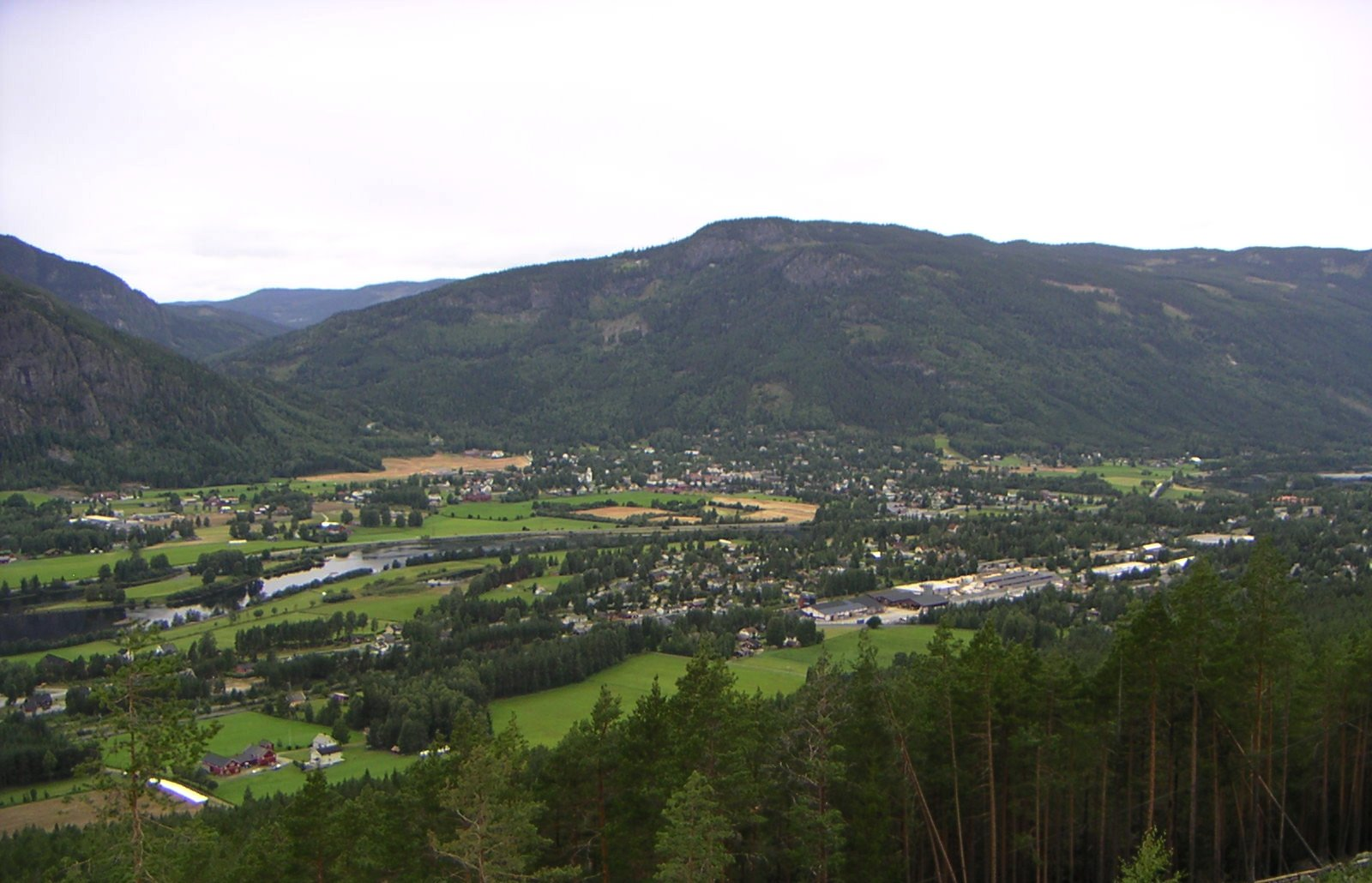
Nesbyen är en av de största orterna i Hallingdal.